# Oriya

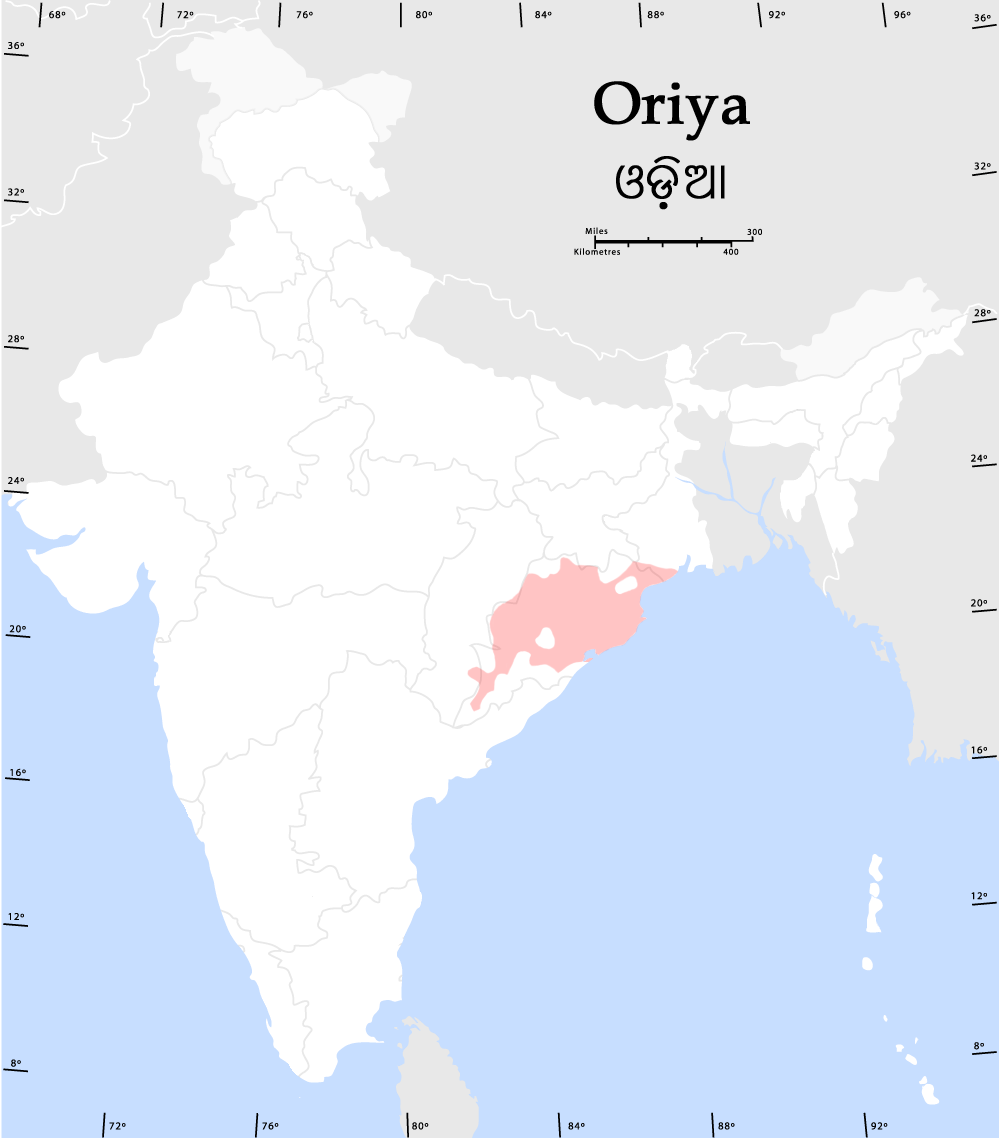
Verbreitung des Oriya

Oriya oder Odia (ଓଡ଼ିଆⓘ IAST Oṛiā [ˈoːɽiaː]) ist eine Sprache aus dem indoarischen Zweig der indoiranischen Untergruppe der indogermanischen Sprachen. Bei der Form „Odia“ handelt es sich um eine Transliteration, die Originalaussprache lautet „Oriya“. Das Gleiche gilt für „Odisha“, eine Transliteration des Namens, der wie „Orissa“ ausgesprochen wird.
Das Verbreitungsgebiet des Oriya deckt sich weitgehend mit dem indischen Bundesstaat Orissa. Kleinere Minderheiten von Oriya-Sprechern leben auch in den Nachbarbundesstaaten Chhattisgarh und Jharkhand. Laut der indischen Volkszählung 2011 wird Oriya von knapp 38 Millionen Menschen als Muttersprache gesprochen. Davon leben 35 Millionen in Orissa, wo Oriya-Sprecher 83 Prozent der Bevölkerung stellen. Das Oriya dient im Bundesstaat Orissa als Amtssprache. Daneben ist es auf überregionaler Ebene als eine von 22 Verfassungssprachen Indiens anerkannt.
Im Jahr 2011 wurde der offizielle englische Name der Sprache durch eine Änderung der indischen Verfassung von Oriya in Odia geändert, sowie Orissa in Odisha, wobei es sich bei den neuen Namen um Transliterationen handelt, während die Aussprache eher wie die alten Schreibweisen klingt. Der Unterschied in der Schreibweise beruht auf einer anderen Wiedergabe des Lauts [ɽ] (stimmhafter retroflexer Flap).
Oriya wird mit einem eigenen Alphabet, der Oriya-Schrift, geschrieben.

## Sprachbeispiel
Allgemeine Erklärung der Menschenrechte, Artikel 1:
ସବୁ ମଣିଷ ଜନ୍ମକାଳରୁ ସ୍ୱାଧୀନ । ସେମାନଙ୍କ ମର୍ଯ୍ୟାଦା ଓ ଅଧିକାର ସମାନ । ସେମାନଙ୍କର ପ୍ରଜ୍ଞା ଓ ବିବେକ ନିହିତ ଅଛି । ସେମାନେ ପରସ୍ପର ପ୍ରତି ଭାତୃଭାବ ପୋଷଣ କରି କାର୍ଯ୍ୟ କରିବା ଦରକାର ।

Alle Menschen sind frei und gleich an Würde und Rechten geboren. Sie sind mit Vernunft und Gewissen begabt und sollen einander im Geist der Brüderlichkeit begegnen.